# Томас Герулль
Томас Герулль (нім. Thomas Gerull, нар. 2 січня 1962) — німецький фехтувальник на шпагах, срібний призер Олімпійських ігор 1988 року, дворазовий чемпіон світу.

## Виступи на Олімпіадах
| Олімпіада | Дисципліна          | Місце |
| --------- | ------------------- | ----- |
| Сеул 1988 | індивідуальна шпага | 23    |
| Сеул 1988 | командна шпага      | 2     |